# Arkanoid
Arkanoid là một trò chơi arcade phá gạch phát hành năm 1986 do Taito phát triển và xuất bản. Romstar chịu trách nhiệm xuất bản ở khu vực Bắc Mỹ. Người chơi điều khiển thanh ngang có hình dạng như mái chèo được gọi là Vaus và dọn dẹp một đội hình các khối đầy màu sắc, bằng cách làm chệch hướng một quả bóng về phía các khối gạch mà không để quả bóng bị rơi khỏi mái chèo và xuống khỏi mép dưới của màn chơi. Một số khối chứa các bộ tăng sức mạnh có nhiều tác dụng khác nhau, chẳng hạn như tăng chiều dài của Vaus, tạo ra thêm một số quả bóng hoặc biến Vaus thành một khẩu pháo laze. Có một vài khối thuộc dạng không thể phá hủy hoặc yêu cầu nhiều lần va chạm mới có thể vỡ.
Các nhà thiết kế của Taito là Fujita Akira và Tsujino Hiroshi sáng tạo ra Arkanoid dựa trên khái niệm được thiết lập sẵn trong Breakout của Atari, một trò chơi cũng thành công không kém và gặp phải làn sóng lớn các trò chơi copy tương tự từ các nhà sản xuất khác. Đây cũng là một phần của cuộc đua ở Taito, nơi hai đội thiết kế phải hoàn thành trò chơi phá khối và xác định đội nào vượt trội hơn đội kia. Trò chơi lấy cảm hứng từ bộ phim lấy đề tài tương lai Tron, với bảng màu neon. Các thiết kế màn chơi được phác thảo trên giấy trước khi lập trình và thử nghiệm để đảm bảo rằng chúng mang tính thú vị. Kẻ địch và các thiết kế tăng sức mạnh là các mô hình 3D được chuyển đổi thành điểm ảnh sprite. Các lần chơi thử ban đầu của Arkanoid đều vượt qua mong đợi của Taito.
Các nhà phê bình khen ngợi lối chơi, sự đơn giản, độ gây nghiện và những cải tiến so với khái niệm Breakout ban đầu. Arkanoid đã làm sống lại thể loại đó và tạo nền tảng cho nhiều trò chơi tiếp theo. Arkanoid đã được chuyển sang nhiều hệ máy console, bao gồm Commodore 64, Nintendo Entertainment System, ZX Spectrum và điện thoại di động, và sinh ra một chuỗi các phần tiếp theo và cập nhật liên tục trong suốt hai thập kỷ.

## Cách chơi

Bắt đầu của một màn chơi (phiên bản arcade)

Arkanoid là một trò chơi điện tử phá khối gạch. Cốt truyện liên quan đến việc phi thuyền Arkanoid bị tấn công bởi một thực thể bí ẩn từ không gian tên là DOH (viết tắt của Dominate Over Hour (ダミネート・オーバー・アワー, Daminēto Ōbā Awā?), có hình dạng như cái đầu tượng Moai. Phóng ra từ Arkanoid là một chiếc phi thuyền nhỏ có hình mái chèo, gọi là Vaus. Trong Arkanoid, người chơi sẽ điều khiển Vaus chạy qua lại song song phần cuối màn hình.
Người chơi điều khiển "Vaus", ngăn một quả bóng rơi khỏi màn chơi và cố gắng ném quả bóng lên một số viên gạch. Quả bóng đập vào viên gạch nào sẽ làm viên gạch đó biến mất. Khi tất cả các viên gạch đã biến mất, người chơi sẽ chuyển sang màn chơi tiếp theo, và những mẫu gạch khác sẽ xuất hiện. Có các biến thể (gạch phải được chạm vào nhiều lần, đánh bay tàu địch, v.v.) và viên nang tăng sức mạnh để hỗ trợ(mở rộng Vaus, nhân số lượng bóng, trang bị pháo laze, phá vỡ màn tiếp theo, thêm Vaus, v.v.), nhưng lối chơi vẫn như cũ.
Ở màn cuối (màn 33 trên hầu hết các phiên bản, trên NES là 36), người chơi sẽ đối đầu với trùm, "DOH". Khi chơi đến màn này, người chơi không còn tùy chọn tiếp tục chơi sau khi hết mạng nữa, khiến phân đoạn này trở nên khó khăn hơn. Trò chơi sẽ kết thúc bất kể kết quả như thế nào.

## Phát triển và phát hành
Fujita Akira và Tsujino "ONIJIST" Hiroshi là hai người thiết kế nên trò chơi Arkanoid, cả hai đều là thành viên của Viện nghiên cứu Yokohama của Taito. Sau sự sụt giảm doanh thu vào đầu những năm 1980, bộ phận bán hàng của công ty yêu cầu phải có một trò chơi điện tử dạng phá gạch mới, do thể loại này bắt đầu có xu hướng trở nên thông dụng. Điều này đã dẫn đến việc công ty tổ chức một cuộc thi đấu nội bộ nhằm thiết kế trò chơi mới. Sau khi Fujita và Tsujino cùng giành chiến thắng, họ được yêu cầu kết hợp các ý tưởng thành một dự án duy nhất. Trò chơi được xây dựng dựa trên khái niệm công cụ phá khối tổng thể vốn là nền tảng tương tự như Breakout của Atari, một trò chơi arcade thành công khác, các nhà sản xuất khác cũng nhanh chóng tạo ra một loạt các trò chơi copy tương tự.
Nhóm phát triển bao gồm Fujita phụ trách lập kế hoạch, Tsujino thiết kế đồ họa màn chơi và hai người khác lập trình bảng mạch arcade, một phiên bản sửa đổi từ phần cứng Taito Classic. Phong cách đồ họa mang màu sắc neon đến từ tương lai của game lấy cảm hứng từ bộ phim Tron (1982) mà Tsujino rất yêu thích. Ban đầu các khối gạch không có màu sắc và chỉ đơn giản là có cùng một màu; điều này khiến Tsujino cảm thấy khó chịu và thay đổi sau đó. Các kẻ địch có dạng như những hình học và các vật phẩm tăng sức mạnh khác nhau được vẽ tay từ các mô hình 3 chiều trước khi được chuyển đổi thành ảnh sprite. Ogura Hisayoshi, người sáng lập "ban nhạc nội bộ" Zuntata trong công ty, đảm nhiệm biên soạn phần âm nhạc của trò chơi.
Tổng thời gian để phát triển Arkanoid khá là ngắn với thời lượng công việc chặt chẽ, một lịch trình mà Tsujino tuyên bố là "chết người". Trò chơi bắt đầu được đem ra thử nghiệm chỉ một tháng sau khi phát triển. Những người chơi thử tỏ ra cực kỳ thích thú với trò chơi, đồng thời cũng tạo ra sự nổi tiếng và đem về doanh thu cao hơn Taito mong đợi.
Tháng 7 năm 1986 Arkanoid chính thức phát hành tại Nhật Bản, và Romstar phân phối ở Bắc Mỹ vào cuối năm đó.

### Chuyển đổi
Arkanoid đã chuyển sang ZX Spectrum, Amstrad CPC, Commodore 64, BBC Micro, MSX, Atari 8-bit family, Apple II, NES, Amiga, Atari ST, Apple IIGS và IBM PC. Năm 1987, một phiên bản Macintosh phát hành và năm 1989 một bản chuyển thể cho Tandy Color Computer 3 cũng ra mắt. Imagine xuất bản các phiên bản chuyển thể cho máy tính. Bản NES đóng gói chung với một bộ tay cầm tùy chỉnh.

## Tiếp nhận
Arkanoid trở thành một trong những trò chơi vận hành bằng tiền xu đem lại lợi nhuận cao nhất cho Taito.
Tháng 8 năm 1986 Game Machine đã liệt kê đây là trò chơi arcade phổ biến nhất ở Nhật Bản vào tháng 8 năm 1986, và duy trì vị trí này trong vòng 6 tháng: tháng 9, 10, 11 và 12 năm 1986, cho đến tháng 2 năm 1987.
Ở Châu Âu trong năm 1986, đây cũng là trò chơi arcade có doanh thu cao thứ tư  trên bảng xếp hạng Electrocoin của Vương quốc Anh, và trong năm 1987 Euromax đã liệt kê đây là trò chơi arcade phổ biến thứ ba ở châu Âu.
Tháng 12 năm 1986 Clare Edgeley đăng bài đánh giá trên Computer and Video Games, cô so sánh game với Pong và Space Invaders ở sự đơn giản và dễ gây nghiện. Cô mô tả Arkanoid là "một trò chơi đáng yêu", có những yếu tố "nhanh, đầy màu sắc, đơn giản và gây nghiện".
Các phiên bản chơi tại nhà cũng nhận được đánh giá tốt. Năm 1988, Computer Gaming World tuyên bố Arkanoid trên Amiga là "một phiên bản hoàn hảo của trò chơi arcade... không thể tin được!" Arkanoid trên NES là bản chuyển thể Arcade Tốt nhất cho hệ máy console năm đó, ca ngợi đồ họa và cơ chế chơi.
Trò chơi đã được Hartley, Patricia và Kirk Lesser đánh giá vào năm 1989 trên tạp chí Dragon số #144 trong chuyên mục "Vai trò của Máy tính". Các nhà phê bình đã cho trò chơi 5 trên 5 sao. Compute! đặt trò chơi vào danh sách "chín trò chơi tuyệt vời cho năm 1989", mô tả game "thôi miên, gây nghiện và hấp dẫn". Cùng với Breakout, tạp chí lưu ý Arkanoid cũng có các yếu tố của Pong và Space Invaders cũng như Pac-Man trong cách sử dụng các yếu tố tăng sức mạnh 

### Giải thưởng
Arkanoid và các bản phát hành khác của nó trên các hệ máy chơi trò chơi điện tử tại nhà đã nhận được một số giải thưởng, bao gồm Silver Award từ Gamest, "Trò chơi của năm" từ tạp chí Compute!, "Bản chuyển thể Arcade hay nhất" từ Computer Gaming World, và "Bản chuyển thể Video / Máy tính Arcade Tốt nhất" (dành cho phiên bản NES) từ VideoGames & Computer Entertainment. Năm 1987 Arkanoid là trò chơi đầu tiên lọt vào Đại sảnh Danh vọng của Popular Computing Weekly.
Vào năm 1997, các biên tập viên của Electronic Gaming Monthly đã xếp hạng phiên bản NES là trò chơi điện tử trên máy chơi trò chơi điện tử hay nhất mọi thời đại, mô tả nó là "loại trò chơi mà bạn muốn thử qua khi cần chơi trò nào đó nhanh gọn, nhưng cuối cùng sẽ phải chơi trong nhiều giờ". Họ đặc biệt lưu ý mặc dù có khả năng bắn tia laze, trò chơi đòi hỏi rất nhiều kỹ năng từ người chơi.

## Di sản
Arkanoid có nhiều phần tiếp theo trực tiếp và gián tiếp. Năm 1987 Romstar phát hành độc quyền Tournament Arkanoid tại Hoa Kỳ. Taito America là nhà phát triển chứ không phải Taito Japan, game có lối chơi tương tự như Arkanoid, nhưng có thêm các màn chơi mới.
Năm 1987 Revenge of Doh, một phần tiếp theo trực tiếp với cơ chế gameplay mới, phát hành trên máy arcade.
Năm 1997 Arkanoid: Doh It Again và Arkanoid Returns ra mắt, tiếp theo là Arkanoid DS vào năm 2007.
Ngày 6 tháng 5 năm 2009 Arkanoid Live! phát hành trên Xbox Live Arcade.
Ngày 26 tháng 5 năm 2009, trò chơi WiiWare Arkanoid Plus! phát hành tại Nhật Bản, ngày 21 tháng 8 năm 2009 tại khu vực PAL và  ngày 28 tháng 9 năm 2009 tại Bắc Mỹ. Một phiên bản Arkanoid trên iOS được phát hành vào năm 2009.
Năm 2017 bản mashup Arkanoid vs. Space Invaders phát hành cho iOS và Android.